# Dennis Murphree
Dennis Murphree, född 6 januari 1886 i Pittsboro, Mississippi, död 9 februari 1949 i Pittsboro, Mississippi, var en amerikansk demokratisk politiker. Han var Mississippis viceguvernör 1924–1927, 1932–1936 och 1940–1943 samt guvernör 1927–1928 och 1943–1944.
Murphree var 25 år gammal då han först blev invald i Mississippis representanthus dit han omvaldes två gånger. År 1923 valdes han för första gången till viceguvernör. Guvernör Henry L. Whitfield avled 1927 i ämbetet och Murphree fick inneha guvernörsämbetet till mandatperiodens slut. Efter förlust i guvernörsvalet 1927 valdes Murphree 1931 till viceguvernör igen. År 1935 kandiderade han utan framgång i guvernörsvalet men gjorde 1939 comeback som vinnande viceguvernörskandidat.
Murphree tillträdde 1943 på nytt som guvernör efter att Paul B. Johnson hade avlidit i ämbetet. Han efterträddes 1944 som guvernör av Thomas L. Bailey. Murphrees båda ämbetsperioder som guvernör berodde på dödsfall. Murphree ställde upp tre gånger som guvernörskandidat men lyckades aldrig bli vald till Mississippis högsta ämbete som han ändå innehade två gånger.
Murphree avled 1949 och gravsattes på Pittsboro Cemetery i Pittsboro.